# 列車運行会社 (イギリス)
列車運行会社（train operating company; TOC）とは、イギリスの鉄道において、ナショナル・レールという共通ブランドの下、旅客列車を運行する事業者を指す。1993年鉄道法によるイギリス国鉄の民営化によって誕生した概念である。
列車運行会社には、運輸省などから委託を受けてフランチャイズやコンセッションを運行する事業者と、オープンアクセス事業者の2つの種類が存在する。
なお、1993年鉄道法は北アイルランドの鉄道を対象としていないため、北アイルランドには同法の定義による列車運行会社は存在しない。なお、北アイルランドの鉄道は公社の北アイルランド運輸持株会社の傘下にある北アイルランド鉄道によって運行されている。

## 概要
イギリスの鉄道では旅客列車は列車運行会社と呼ばれる事業者によって運行される。信号設備などを含むインフラの所有及び整備は列車運行会社ではなくネットワーク・レール（2002年にレールトラック社より引き継ぎ）によって行われており、車両は一部の例外を除き車両リース会社によって所有され、貸し出されている。駅の運営は基本的に列車運行会社（必ずしも停車列車がある事業者とは限らない）がネットワーク・レールからリースの上行っており、例外としてはネットワーク・レール直営の主要駅（計20駅）とロンドン地下鉄などへの委託駅が存在する。
イギリスの列車運行会社はフランチャイズ契約の早期終了時に運行を担う最終手段運行事業者を除きすべて民営（他国の国有鉄道傘下の事業者は存在する）である。列車運行会社の多くは特定の地域や列車の種類ごとに設けられたフランチャイズやコンセッションの運営権を運輸省（2001年まで旅客鉄道フランチャイズ局、2005年まで戦略鉄道庁）などから与えられて営業している。また、フランチャイズ契約によらず、運行枠を個別に買い取って列車を運行するオープンアクセス事業者も存在し、現在はロンドンとキングストン・アポン・ハルを結ぶハル・トレインズと、ロンドンとサンダーランド、ブラッドフォードを結ぶグランド・セントラルの2社が営業している。これらに加え、ナショナル・レール外の事業者として国際列車のユーロスターを運行するユーロスター・インターナショナル・リミテッドと、ヒースロー・エアポート・ホールディングス傘下でロンドンとヒースロー空港を結ぶ直行列車のヒースロー・エクスプレスを運行するヒースロー・エクスプレス社があり、これらもオープンアクセス事業者である。
大都市周辺のフランチャイズの一部には旅客輸送局などと協調して運営されているものがある。これらの一つとしてリヴァプール周辺のマージーレールがあるが、これは運輸省ではなく旅客輸送局のマージートラベルが入札を行っている。都市レベルで入札が行われる例は他に2つあり、それらはロンドン交通局が入札を行うロンドン・オーバーグラウンド（2007年に分離）とTfLレール（2015年に分離　クロスレールとなる予定）である。これらの3つは行政側が条件を細かく定め、事業者が一定の金額を受け取るコンセッション方式で運営されている。
また、権限委譲の一環としてスコットレールとカレドニアン・スリーパーはスコットランド政府のトランスポート・スコットランドが、ウェールズ＆ボーダーズはウェールズ政府のトランスポート・フォー・ウェールズが入札を行うようになっている。
列車運行会社相互の連携を図る場として、レール・デリバリー・グループ（旧・列車運行会社協会）が存在する。ナショナル・レールのブランド名と「ダブル・アロー」と呼ばれるロゴはレール・デリバリー・グループが所有しており、業務には全国の時刻表及び乗換案内の提供と共通の運賃制度（乗車券の割引制度であるレールカードを含む）の運用などがある。なお、レール・デリバリー・グループは列車運行会社だけの団体ではなく、ネットワーク・レールや貨物事業者、列車運行会社ではないユーロスターも加入している。

## 沿革

### 1994年
イギリス国鉄の民営化は、インターシティ、ネットワーク・サウスイースト、リージョナル・レールウェイズの3つの旅客列車運行部門が25のシャドー・フランチャイズに分割されたことで始まった。これらは国有で、民営化のための入札が行われるまでのつなぎとなった。
また、英仏海峡トンネルの開業により、イギリス、フランス、ベルギーの各国鉄の合同運行列車としてユーロスターが運行を開始した。

### 1996年・1997年
民間によるフランチャイズが運行を開始した。多くのフランチャイズは大規模交通事業者が運営権を獲得したが、4つのフランチャイズではマネジメント・バイアウトが行われ、イギリス国鉄の旧経営陣が35％から51％の株を持った。
以下にイギリス国鉄の部門別にシャドー・フランチャイズと民営化当初の列車運行会社及びその所有者を示す。
インターシティ
- クロスカントリー　→　ヴァージン・クロスカントリー（ヴァージン・レール・グループ（英語版）（ヴァージン・グループ））
- イースト・コースト　→　グレート・ノース・イースタン・レールウェイ（シー・コンテイナーズ（英語版））
- ガトウィック・エクスプレス　→　ガトウィック・エクスプレス（ナショナル・エクスプレス（英語版））
- グレート・イースタン　→　ファースト・グレート・イースタン（英語版）（ファーストバス）
- グレート・ウェスタン・レールウェイ　→　グレート・ウェスタン・トレインズ（グレート・ウェスタン・ホールディングス（英語版）（旧経営陣51％・ファーストバス24.5％・3i24.5％））
- ミッドランド・メイン・ライン　→　ミッドランド・メインライン（ナショナル・エクスプレス）
- ウェスト・コースト　→　ヴァージン・トレインズ・ウェスト・コースト（ヴァージン・レール・グループ）

ネットワーク・サウスイースト
- チルターン・ラインズ　→　チルターン・レールウェイズ（旧経営陣51％・ジョン・レイン（英語版）26%・3i23%）
- アイランド・ライン　→　アイランド・ライン・トレインズ（英語版）（ステージコーチ・グループ（英語版））
- LTSレール　→　LTSレール（プリズム・レール（英語版））
- ノース・ロンドン・レールウェイズ　→　シルバーリンク（ナショナル・エクスプレス）
- ネットワーク・サウスセントラル（英語版）　→　コネックス・サウス・セントラル（英語版）（CGEAトランスポール）
- サウスイースタン　→　コネックス・サウス・イースタン（英語版）（CGEAトランスポール）
- サウス・ウェスタン・レールウェイ　→　サウス・ウェスト・トレインズ（ステージコーチ・グループ）
- テムズリンク　→　テムズリンク（英語版）（ゴヴィア（英語版）（ゴーアヘッド・グループ（英語版）65％・ケオリス（英語版）35％））
- テムズ・トレインズ　→　テムズ・トレインズ（英語版）（ゴーアヘッド・グループ65％・旧経営陣35％）
- ウェスト・アングリア・グレート・ノーザン　→　ウェスト・アングリア・グレート・ノーザン（英語版）（プリズム・レール）

リージョナル・レールウェイズ
- アングリア・レールウェイズ　→　アングリア・レールウェイズ（英語版）（GBレールウェイズ（英語版））
- カーディフ・レールウェイ・カンパニー　→　ヴァレー・ラインズ（英語版）（プリズム・レール）
- セントラル・トレインズ　→　セントラル・トレインズ（ナショナル・エクスプレス）
- マージー・レール・エレクトリックス　→　マージーレール・エレクトリックス（英語版）（MTL（英語版））
- ノース・ウェスト・リージョナル・レールウェイズ　→　ノース・ウェスタン・トレインズ（英語版）（グレート・ウェスタン・ホールディングス（旧経営陣51％・ファーストバス24.5％・3i24.5％））
- リージョナル・レールウェイズ・ノース・イースト　→　ノーザン・スピリット（英語版）（MTL）
- スコットレール　→　スコットレール（ナショナル・エクスプレス）
- サウス・ウェールズ＆ウェスト・レールウェイ　→　ウェールズ＆ウェスト（英語版）（プリズム・レール）

### 1998年
ファーストグループ（ファーストバスから改称）は24.5％を出資していたグレート・ウェスタン・ホールディングス（グレート・ウェスタン・トレインズ（ファースト・グレート・ウェスタンに改称）とノース・ウェスタン・トレインズ（ファースト・ノース・ウェスタンに改称）を運行）を、ゴーアヘッド・グループは65％を出資していたテムズ・トレインズを完全子会社とした。
ヴァージン・グループは完全子会社のヴァージン・レール・グループ（ヴァージン・クロスカントリーとヴァージン・トレインズ・ウェスト・コーストを運行）の株のうち49％をステージコーチ・グループ（アイランド・ライン・トレインズとサウス・ウェスト・トレインズを運行）に売却した。
ヒースロー空港へのアクセス線の開業により、フランチャイズ契約によらないオープンアクセス事業者としてBAA傘下のヒースロー・エクスプレスが2023年までの運行権を得て営業を開始した。

### 1999年
チルターン・レールウェイズの出資元の構成が変更され、ジョン・レインが84％、旧経営陣が16％の出資率となった。

### 2000年
マージーレール・エレクトリックス（アリーヴァ・トレインズ・マージーサイドに改称）とノーザン・スピリット（アリーヴァ・トレインズ・ノーザンに改称）を所有していたMTLがアリーヴァに、c2c（LTSレールから改称）、ヴァレー・ラインズ、ウェールズ＆ウェスト、ウェスト・アングリア・グレート・ノーザンの4社を所有していたプリズム・レールがナショナル・エクスプレスに買収された。これによりアリーヴァがイギリスでの鉄道事業に参入し、ナショナル・エクスプレスは合計9つの列車運行会社を持つこととなった。
また、GBレールウェイズが80％を出資するハル・トレインズがナショナル・レールブランドを用いる初のオープンアクセス事業者として運行を開始した。

### 2001年
- コネックス・サウス・セントラル（コネックス）　→　サウス・セントラル（後にサザンと改称）（ゴヴィア（英語版））
経営不振とサービス水準の低さから運行権を剥奪され、早期に交代となった[3]。初の列車運行会社の交代である。
- ヴァレー・ラインズ（ナショナル・エクスプレス）・ウェールズ＆ウェスト（ナショナル・エクスプレス）　→　ウェールズ・アンド・ボーダーズ（英語版）（ナショナル・エクスプレス）・ウェセックス・トレインズ（英語版）（ナショナル・エクスプレス）
カーディフ周辺を担当していたヴァレー・ラインズをその他のウェールズとその周辺に統合してウェールズ＆ボーダーズとし、イングランド南西部を中心とした路線網をウェセックス・トレインズとして分離した。

### 2002年
ジョン・レインは84％を出資していたチルターン・レールウェイズを完全子会社化した。

### 2003年
- コネックス・サウス・イースタン（コネックス）　→　サウス・イースタン・トレインズ（英語版）（最終手段運行事業者（英語版））
同じコネックス傘下のコネックス・サウス・セントラル同様、経営不振を理由として運行権が剥奪された。
- ウェールズ・アンド・ボーダーズ（ナショナル・エクスプレス）　→　アリーヴァ・トレインズ・ウェールズ（アリーヴァ）
- アリーヴァ・トレインズ・マージーサイド（アリーヴァ）　→　マージーレール（英語版）（セルコ・ネッドレールウェイズ（英語版）（セルコ（英語版）50％・ネッドレールウェイズ50％））

アングリア・レールウェイズとハル・トレインズ（80％　オープンアクセス事業者）を運行するGBレールウェイズがファーストグループに買収され、同社は合計5社の列車運行会社を持つこととなった。

### 2004年
- アリーヴァ・トレインズ・ノーザン（アリーヴァ）・ファースト・ノース・ウェスタン（ファーストグループ）　→　ファースト・トランスペナイン・エクスプレス（英語版）（ファーストグループ55％・ケオリス45％）・ノーザン・レール（英語版）（セルコ・ネッドレールウェイズ）
地域別にノース・イーストとノース・ウェストの2つのフランチャイズが存在したイングランド北部では、都市間列車がトランスペナイン・フランチャイズ、その他の列車がノーザン・フランチャイズと分割された。なお、一部の列車についてはアリーヴァ・トレインズ・ウェールズ（アリーヴァ）に移管された。
- アングリア・レールウェイズ（ファーストグループ）・ファースト・グレート・イースタン（ファーストグループ）・ウェスト・アングリア・グレート・ノーザン（ナショナル・エクスプレス　ウェスト・アングリア部分のみ　改称せずにグレート・ノーザン部分は運行継続）　→　ワン（英語版）（後にナショナル・エクスプレス・イースト・アングリアと改称）（ナショナル・エクスプレス）
ロンドンのターミナル駅ごとにフランチャイズを整理する方針が部分的に導入され、リヴァプール・ストリート駅を発着する列車をまとめたフランチャイズとしてこのグレーター・アングリア・フランチャイズ（英語版）が誕生した[4]。
- テムズ・トレインズ（ゴーアヘッド・グループ）　→　ファースト・グレート・ウェスタン・リンク（英語版）（ファーストグループ）
- スコットレール（ナショナル・エクスプレス）　→　ファースト・スコットレール（ファーストグループ）

### 2005年
直行列車であるヒースロー・エクスプレスを補完するため、ヒースロー・エクスプレスとファースト・グレート・ウェスタンの合同運行列車として、途中駅の一部に停車するヒースロー・コネクトが運行を開始した。

### 2006年
- テムズリンク（ゴヴィア）・ウェスト・アングリア・グレート・ノーザン（ナショナル・エクスプレス）　→　ファースト・キャピタル・コネクト（ファーストグループ）
テムズリンク・グレート・ノーザン（英語版）・フランチャイズとして新編。
- ファースト・グレート・ウェスタン（ファーストグループ）・ファースト・グレート・ウェスタン・リンク（ファーストグループ）・ウェセックス・トレインズ（ナショナル・エクスプレス）　→　ファースト・グレート・ウェスタン（ファーストグループ）
グレーター・ウェスタン・フランチャイズ（英語版）として新編。
- サウス・イースタン・トレインズ（最終手段運行事業者）　→　サウスイースタン（ゴヴィア）
2009年からのCTRL国内列車とあわせ、インテグレーテッド・ケント・フランチャイズ（英語版）として新編。

### 2007年
- サウス・ウェスト・トレインズ（ステージコーチ・グループ）・アイランド・ライン・トレインズ（英語版）（ステージコーチ・グループ）　→　サウス・ウェスト・トレインズ（ステージコーチ・グループ）
ワイト島のアイランド線（英語版）が本土側と統合され新生サウス・ウェスタン・フランチャイズ（英語版）となった。なお、アイランド・ライン・トレインズもブランドとしては存続している。
- ヴァージン・クロスカントリー（ヴァージン・レール・グループ）・セントラル・トレインズ（ナショナル・エクスプレス　一部）　→　クロスカントリー（アリーヴァ）[5]
- ミッドランド・メインライン（ナショナル・エクスプレス）・セントラル・トレインズ（ナショナル・エクスプレス　一部）　→　イースト・ミッドランズ・トレインズ（英語版）（ステージコーチ・グループ）
- シルバーリンク（ナショナル・エクスプレス　一部）・セントラル・トレインズ（ナショナル・エクスプレス　一部）　→　ロンドン・ミッドランド（英語版）（ゴヴィア）
- シルバーリンク（ナショナル・エクスプレス　一部）　→　ロンドン・オーバーグラウンド・レール・オペレーションズ（英語版）（ジョン・レイン50％・香港鉄路50％）
ロンドンのナショナル・レール路線の一部が運輸省からロンドン交通局の管轄下に移り、ロンドン・オーバーグラウンドとなった。運賃やダイヤの設定、車両計画などをロンドン交通局が行うコンセッション方式で運営されている。
- グレート・ノース・イースタン・レールウェイ（シー・コンテイナーズ）　→　ナショナル・エクスプレス・イースト・コースト（英語版）（ナショナル・エクスプレス）
経営不振により運行権を剥奪された[6]。

オープンアクセス事業者としてグランド・セントラルが運行を開始した。

### 2008年
- サザン（ゴヴィア）・ガトウィック・エクスプレス（ナショナル・エクスプレス）　→　サザン（ゴヴィア）

チルターン・レールウェイズを所有し、ロンドン・オーバーグラウンド・レール・オペレーションズに50％を出資していたジョン・レインの鉄道部門がDBレギオに買収された。
DBレギオが50％、ルネサンス・トレインズが36％、ジョン・レインが14％を出資するオープンアクセス事業者であるレクサム＆シュロップシャーが運行を開始した。

### 2009年
- ナショナル・エクスプレス・イースト・コースト（ナショナル・エクスプレス）　→　イースト・コースト（英語版）（最終手段運行事業者）
経営不振により運行権を剥奪された[7]。

DBレギオがオープンアクセス事業者のレクサム＆シュロップシャーを完全子会社とした。

### 2011年
1月、前年にドイツ鉄道に買収されたアリーヴァがDBレギオのイギリスでの事業を引き継いだ。
同月、この再編によりアリーヴァ傘下となったオープンアクセス事業者であるレクサム＆シュロップシャーが経営不振のため運行を停止した。
11月、オープンアクセス事業者のグランド・セントラルがアリーヴァに買収された。

### 2012年
- ナショナル・エクスプレス・イースト・アングリア（ナショナル・エクスプレス）　→　グレーター・アングリア（英語版）（アベリオ（2009年にネッドレールウェイズから改称））[9]。

2012年9月、ファーストグループがインターシティ・ウェスト・コーストの運行権を与えられ、それまで運行していたヴァージン・トレインズが反発した。これについて、入札過程で運輸省が誤った情報を提示していたことが判明したため、列車運行会社の交代は見送られ、その他の入札についても一時的に停止された。

### 2014年
- ファースト・キャピタル・コネクト（ファーストグループ）　→　ゴヴィア・テムズリンク・レールウェイ（ゴヴィア）
新フランチャイズであるテムズリンク・サザン・アンド・グレート・ノーザン（英語版）の一部をなしている[11]。サウスイースタン（ゴヴィア）の一部列車もやや遅れて移管された。

オープンアクセス事業者のハル・トレインズについて、元国鉄経営陣が営業開始時から保有していた20％の株がファーストグループに売却され、同社の完全子会社となった。

### 2015年
- イースト・コースト（最終手段運行事業者）　→　ヴァージン・トレインズ・イースト・コースト（ステージコーチ・グループ90%・ヴァージン・グループ10%　ヴァージン・レール・グループ傘下ではない）[12]
- ファースト・スコットレール（ファーストグループ）　→　アベリオ・スコットレール（アベリオ）・カレドニアン・スリーパー（セルコ）[13][14]
- アベリオ・グレーター・アングリア（アベリオ　一部）　→　TfLレール（英語版）（香港鉄路）
アベリオ・グレーター・アングリアの近距離列車の一部がロンドン交通局に移管され、ロンドン・オーバーグラウンドと同様のコンセッション方式によってTfLレールとして運行を開始した[15]。
- ゴヴィア・テムズリンク・レールウェイ（ゴヴィア）・サザン（ゴヴィア）　→　ゴヴィア・テムズリンク・レールウェイ（ゴヴィア）
前年に運行を開始したゴヴィア・テムズリンク・レールウェイにサザンの路線網が統合されたことで、テムズリンク・サザン・アンド・グレート・ノーザン・フランチャイズが完成した。

### 2016年
- ファースト・トランスペナイン・エクスプレス（ファーストグループ55％・ケオリス45％）　→　トランスペナイン・エクスプレス（ファーストグループ）[16]
- ノーザン・レール（セルコ・アベリオ）　→　アリーヴァ・レール・ノース（英語版）（アリーヴァ）
- ロンドン・オーバーグラウンド・レール・オペレーションズ（アリーヴァ50％・香港鉄路50%）　→　アリーヴァ・レール・ロンドン（英語版）（アリーヴァ）[17]

### 2017年
- サウス・ウェスト・トレインズ（ステージコーチ・グループ）　→　サウス・ウェスタン・レールウェイ（英語版）（ファーストグループ70%・香港鉄路30%）[18]
- ロンドン・ミッドランド（ゴヴィア）　→　ウェスト・ミッドランズ・トレインズ（アベリオ70%・東日本旅客鉄道（初参入）15％・三井物産15%）

2017年2月、ナショナル・エクスプレスは傘下のc2cをトレニタリア（初参入）に売却し、イギリスでの鉄道事業から撤退した。
3月、アベリオは傘下のグレーター・アングリアの株のうち40%を三井物産（初参入）に売却した。

### 2018年
- ヴァージン・トレインズ・イースト・コースト（ステージコーチ・グループ90%・ヴァージン・グループ10%）　→　ロンドン・ノース・イースタン・レールウェイ（最終手段運行事業者）
経営不振により運行権を剥奪された。
- アリーヴァ・トレインズ・ウェールズ（アリーヴァ）　→　トランスポート・フォー・ウェールズ・レール・サービス（英語版）（ケオリス60%・アメイ（英語版）（初参入）40%）

ヒースロ・エアポート・ホールディングスとグレート・ウェスタン・レールウェイ（ファースト・グレート・ウェスタンから改称）の合弁事業であったヒースロー・コネクトがロンドン交通局に移管されTfLレールの一部となった。

### 2019年
- イースト・ミッドランズ・トレインズ（ステージコーチ・グループ）　→　イースト・ミッドランズ・レールウェイ（英語版）（アベリオ）[21]
- ヴァージン・トレインズ（ヴァージン・レール・グループ）　→　アヴァンティ・ウェスト・コースト（ファーストグループ70%・トレニタリア30%）
当時2026年の開業が予定されていたハイ・スピード2を含む新フランチャイズのウェスト・コースト・パートナーシップ（英語版）としての新編[22][23]。

### 2020年
- アリーヴァ・レール・ノース（アリーヴァ）　→　ノーザン・トレインズ（英語版）（最終手段運行事業者）
サービス水準の低さを理由として運行権を剥奪された。

2019年コロナウイルス感染症の流行の影響により鉄道の利用者数が大幅に減少し、政府は列車運行会社を支援するためフランチャイズ契約を一時的に停止し、収入が一定となる管理契約を結んだ。これに伴い、国家統計局は列車運行会社が一時的とはいえ実質的に国有化されたとみなし、負債や従業員を公共セクターのものとして計上することとした。

### 親会社別推移
| 親会社 | '97    | '98  | '99  | '00      | '01      | '02      | '03      | '04           | '05           | '06           | '07           | '08           | '09           | '10           | '11           | '12           | '13           | '14        | '15        | '16      | '17           | '18           | '19             | '20             | 出資元                        | 出資元                        | 出資元 | 出資先                                        | 出資先                                        | 出資先 |
| --- | ------ | ---- | ---- | -------- | -------- | -------- | -------- | ------------- | ------------- | ------------- | ------------- | ------------- | ------------- | ------------- | ------------- | ------------- | ------------- | ---------- | ---------- | -------- | ------------- | ------------- | --------------- | --------------- | ----------------------------- | ----------------------------- | ------ | --------------------------------------------- | --------------------------------------------- | ------ |
| アリーヴァ | N/A    | N/A  | N/A  | 2        | 2        | 2        | 2        | 1             | 1             | 1             | 2             | 2             | 2             | 2             | 3+0.50 (1)    | 3+0.50 (1)    | 3+0.50 (1)    | 3+0.50 (1) | 3+0.50 (1) | 5 (1)    | 5 (1)         | 4 (1)         | 4 (1)           | 3 (1)           | N/A                           | N/A                           | N/A    | N/A                                           | N/A                                           | N/A    |
| ファーストグループ （旧・ファーストバス） | 1 *    | 3    | 3    | 3        | 3        | 3        | 4 (0.80) | 3+0.55 (0.80) | 3+0.55 (0.80) | 3+0.55 (0.80) | 3+0.55 (0.80) | 3+0.55 (0.80) | 3+0.55 (0.80) | 3+0.55 (0.80) | 3+0.55 (0.80) | 3+0.55 (0.80) | 3+0.55 (0.80) | 2 0.55 (1) | 1 0.55 (1) | 2 (1)    | 2+0.70 (1)    | 2+0.70 (1)    | 2 0.70+0.70 (1) | 2 0.70+0.70 (1) | N/A                           | N/A                           | N/A    | グレート・ウェスタン・ホールディングス        | グレート・ウェスタン・ホールディングス        | 24.5％ |
| アベリオ （旧・ネッドレールウェイズ） | N/A    | N/A  | N/A  | N/A      | N/A      | N/A      | *        | *             | *             | *             | *             | *             | *             | *             | *             | 1 *           | 1 *           | 1 *        | 2 *        | 2 *      | 1 0.70+0.60 * | 1 0.70+0.60 * | 2 0.70+0.60 *   | 2 0.70+0.60 *   | N/A                           | N/A                           | N/A    | セルコ・ネッドレールウェイズ→セルコ・アベリオ | セルコ・ネッドレールウェイズ→セルコ・アベリオ | 50％   |
| ゴヴィア | 1      | 1    | 1    | 1        | 2        | 2        | 2        | 2             | 2             | 2             | 3             | 3             | 3             | 3             | 3             | 3             | 3             | 4          | 3          | 3        | 2             | 2             | 2               | 2               | ゴーアヘッド・グループ        | ゴーアヘッド・グループ        | 65％   | N/A                                           | N/A                                           | N/A    |
| ゴヴィア | 1      | 1    | 1    | 1        | 2        | 2        | 2        | 2             | 2             | 2             | 3             | 3             | 3             | 3             | 3             | 3             | 3             | 4          | 3          | 3        | 2             | 2             | 2               | 2               | ケオリス                      | ケオリス                      | 35％   | N/A                                           | N/A                                           | N/A    |
| トレニタリア | N/A    | N/A  | N/A  | N/A      | N/A      | N/A      | N/A      | N/A           | N/A           | N/A           | N/A           | N/A           | N/A           | N/A           | N/A           | N/A           | N/A           | N/A        | N/A        | N/A      | 1             | 1             | 1+0.30          | 1+0.30          | N/A                           | N/A                           | N/A    | N/A                                           | N/A                                           | N/A    |
| 香港鉄路 | N/A    | N/A  | N/A  | N/A      | N/A      | N/A      | N/A      | N/A           | N/A           | N/A           | 0.50          | 0.50          | 0.50          | 0.50          | 0.50          | 0.50          | 0.50          | 0.50       | 1 0.50     | 1        | 1+0.30        | 1+0.30        | 1+0.30          | 1+0.30          | N/A                           | N/A                           | N/A    | N/A                                           | N/A                                           | N/A    |
| セルコ | N/A    | N/A  | N/A  | N/A      | N/A      | N/A      | *        | *             | *             | *             | *             | *             | *             | *             | *             | *             | *             | *          | 1 *        | 1 *      | 1 *           | 1 *           | 1 *             | 1 *             | N/A                           | N/A                           | N/A    | セルコ・ネッドレールウェイズ→セルコ・アベリオ | セルコ・ネッドレールウェイズ→セルコ・アベリオ | 50％   |
| セルコ・アベリオ （旧・セルコ・ネッドレールウェイズ）                                                                                          | N/A    | N/A  | N/A  | N/A      | N/A      | N/A      | 1        | 2             | 2             | 2             | 2             | 2             | 2             | 2             | 2             | 2             | 2             | 2          | 2          | 1        | 1             | 1             | 1               | 1               | セルコ                        | セルコ                        | 50％   | N/A                                           | N/A                                           | N/A    |
| セルコ・アベリオ （旧・セルコ・ネッドレールウェイズ）                                                                                          | N/A    | N/A  | N/A  | N/A      | N/A      | N/A      | 1        | 2             | 2             | 2             | 2             | 2             | 2             | 2             | 2             | 2             | 2             | 2          | 2          | 1        | 1             | 1             | 1               | 1               | ネッドレールウェイズ→アベリオ | ネッドレールウェイズ→アベリオ | 50％   | N/A                                           | N/A                                           | N/A    |
| 三井物産 | N/A    | N/A  | N/A  | N/A      | N/A      | N/A      | N/A      | N/A           | N/A           | N/A           | N/A           | N/A           | N/A           | N/A           | N/A           | N/A           | N/A           | N/A        | N/A        | N/A      | 0.40+0.15     | 0.40+0.15     | 0.40+0.15       | 0.40+0.15       | N/A                           | N/A                           | N/A    | N/A                                           | N/A                                           | N/A    |
| ケオリス | *      | *    | *    | *        | *        | *        | *        | 0.45 *        | 0.45 *        | 0.45 *        | 0.45 *        | 0.45 *        | 0.45 *        | 0.45 *        | 0.45 *        | 0.45 *        | 0.45 *        | 0.45 *     | 0.45 *     | *        | *             | 0.60 *        | 0.60 *          | 0.60 *          | N/A                           | N/A                           | N/A    | ゴヴィア                                      | ゴヴィア                                      | 35％   |
| アメイ | N/A    | N/A  | N/A  | N/A      | N/A      | N/A      | N/A      | N/A           | N/A           | N/A           | N/A           | N/A           | N/A           | N/A           | N/A           | N/A           | N/A           | N/A        | N/A        | N/A      | N/A           | 0.40          | 0.40            | 0.40            | N/A                           | N/A                           | N/A    | N/A                                           | N/A                                           | N/A    |
| 東日本旅客鉄道 | N/A    | N/A  | N/A  | N/A      | N/A      | N/A      | N/A      | N/A           | N/A           | N/A           | N/A           | N/A           | N/A           | N/A           | N/A           | N/A           | N/A           | N/A        | N/A        | N/A      | 0.15          | 0.15          | 0.15            | 0.15            | N/A                           | N/A                           | N/A    | N/A                                           | N/A                                           | N/A    |
| ゴーアヘッド・グループ | 0.65 * | 1 *  | 1 *  | 1 *      | 1 *      | 1 *      | 1 *      | *             | *             | *             | *             | *             | *             | *             | *             | *             | *             | *          | *          | *        | *             | *             | *               | *               | N/A                           | N/A                           | N/A    | ゴヴィア                                      | ゴヴィア                                      | 65％   |
| ステージコーチ・グループ | 2      | 2 *  | 2 *  | 2 *      | 2 *      | 2 *      | 2 *      | 2 *           | 2 *           | 2 *           | 2 *           | 2 *           | 2 *           | 2 *           | 2 *           | 2 *           | 2 *           | 2 *        | 2+0.90 *   | 2+0.90 * | 1 0.90 *      | 1 *           | N/A             | N/A             | N/A                           | N/A                           | N/A    | ヴァージン・レール・グループ                  | '98 -                                         | 49％   |
| ヴァージン・レール・グループ | 2      | 2    | 2    | 2        | 2        | 2        | 2        | 2             | 2             | 2             | 1             | 1             | 1             | 1             | 1             | 1             | 1             | 1          | 1          | 1        | 1             | 1             | N/A             | N/A             | - '98                         | ヴァージン・グループ          | 100％  | N/A                                           | N/A                                           | N/A    |
| ヴァージン・レール・グループ | 2      | 2    | 2    | 2        | 2        | 2        | 2        | 2             | 2             | 2             | 1             | 1             | 1             | 1             | 1             | 1             | 1             | 1          | 1          | 1        | 1             | 1             | N/A             | N/A             | '98 -                         | ヴァージン・グループ          | 51％   | N/A                                           | N/A                                           | N/A    |
| ヴァージン・レール・グループ | 2      | 2    | 2    | 2        | 2        | 2        | 2        | 2             | 2             | 2             | 1             | 1             | 1             | 1             | 1             | 1             | 1             | 1          | 1          | 1        | 1             | 1             | N/A             | N/A             | '98 -                         | ステージコーチ・グループ      | 49％   | N/A                                           | N/A                                           | N/A    |
| ヴァージン・グループ | *      | *    | *    | *        | *        | *        | *        | *             | *             | *             | *             | *             | *             | *             | *             | *             | *             | *          | 0.10 *     | 0.10 *   | 0.10 *        | *             | N/A             | N/A             | N/A                           | N/A                           | N/A    | ヴァージン・レール・グループ                  | - '98                                         | 100％  |
| ヴァージン・グループ | *      | *    | *    | *        | *        | *        | *        | *             | *             | *             | *             | *             | *             | *             | *             | *             | *             | *          | 0.10 *     | 0.10 *   | 0.10 *        | *             | N/A             | N/A             | N/A                           | N/A                           | N/A    | ヴァージン・レール・グループ                  | '98 -                                         | 51％   |
| ナショナル・エクスプレス | 5      | 5    | 5    | 9        | 9        | 9        | 8        | 8             | 8             | 6             | 4             | 3             | 2             | 2             | 2             | 1             | 1             | 1          | 1          | 1        | N/A           | N/A           | N/A             | N/A             | N/A                           | N/A                           | N/A    | N/A                                           | N/A                                           | N/A    |
| DBレギオ | N/A    | N/A  | N/A  | N/A      | N/A      | N/A      | N/A      | N/A           | N/A           | N/A           | N/A           | 1 0.50 (0.50) | 1+0.50 (1)    | 1+0.50 (1)    | N/A           | N/A           | N/A           | N/A        | N/A        | N/A      | N/A           | N/A           | N/A             | N/A             | N/A                           | N/A                           | N/A    | N/A                                           | N/A                                           | N/A    |
| ルネサンス・トレインズ | N/A    | N/A  | N/A  | N/A      | N/A      | N/A      | N/A      | N/A           | N/A           | N/A           | N/A           | (0.36)        | N/A           | N/A           | N/A           | N/A           | N/A           | N/A        | N/A        | N/A      | N/A           | N/A           | N/A             | N/A             | N/A                           | N/A                           | N/A    | N/A                                           | N/A                                           | N/A    |
| ジョン・レイン | 0.26   | 0.26 | 0.84 | 0.84     | 0.84     | 1        | 1        | 1             | 1             | 1             | 1 0.50        | (0.14)        | N/A           | N/A           | N/A           | N/A           | N/A           | N/A        | N/A        | N/A      | N/A           | N/A           | N/A             | N/A             | N/A                           | N/A                           | N/A    | N/A                                           | N/A                                           | N/A    |
| シー・コンテイナーズ | 1      | 1    | 1    | 1        | 1        | 1        | 1        | 1             | 1             | 1             | N/A           | N/A           | N/A           | N/A           | N/A           | N/A           | N/A           | N/A        | N/A        | N/A      | N/A           | N/A           | N/A             | N/A             | N/A                           | N/A                           | N/A    | N/A                                           | N/A                                           | N/A    |
| GBレールウェイズ | 1      | 1    | 1    | 1 (0.80) | 1 (0.80) | 1 (0.80) | N/A      | N/A           | N/A           | N/A           | N/A           | N/A           | N/A           | N/A           | N/A           | N/A           | N/A           | N/A        | N/A        | N/A      | N/A           | N/A           | N/A             | N/A             | N/A                           | N/A                           | N/A    | N/A                                           | N/A                                           | N/A    |
| CGEAトランスポール → コネックス | 2      | 2    | 2    | 2        | 1        | 1        | N/A      | N/A           | N/A           | N/A           | N/A           | N/A           | N/A           | N/A           | N/A           | N/A           | N/A           | N/A        | N/A        | N/A      | N/A           | N/A           | N/A             | N/A             | N/A                           | N/A                           | N/A    | N/A                                           | N/A                                           | N/A    |
| プリズム・レール | 4      | 4    | 4    | N/A      | N/A      | N/A      | N/A      | N/A           | N/A           | N/A           | N/A           | N/A           | N/A           | N/A           | N/A           | N/A           | N/A           | N/A        | N/A        | N/A      | N/A           | N/A           | N/A             | N/A             | N/A                           | N/A                           | N/A    | N/A                                           | N/A                                           | N/A    |
| MTL | 2      | 2    | 2    | N/A      | N/A      | N/A      | N/A      | N/A           | N/A           | N/A           | N/A           | N/A           | N/A           | N/A           | N/A           | N/A           | N/A           | N/A        | N/A        | N/A      | N/A           | N/A           | N/A             | N/A             | N/A                           | N/A                           | N/A    | N/A                                           | N/A                                           | N/A    |
| 3i | 0.23 * | 0.23 | N/A  | N/A      | N/A      | N/A      | N/A      | N/A           | N/A           | N/A           | N/A           | N/A           | N/A           | N/A           | N/A           | N/A           | N/A           | N/A        | N/A        | N/A      | N/A           | N/A           | N/A             | N/A             | N/A                           | N/A                           | N/A    | グレート・ウェスタン・ホールディングス        | グレート・ウェスタン・ホールディングス        | 24.5％ |
| グレート・ウェスタン・ホールディングス | 2      | N/A  | N/A  | N/A      | N/A      | N/A      | N/A      | N/A           | N/A           | N/A           | N/A           | N/A           | N/A           | N/A           | N/A           | N/A           | N/A           | N/A        | N/A        | N/A      | N/A           | N/A           | N/A             | N/A             | 旧経営陣                      | 旧経営陣                      | 51％   | N/A                                           | N/A                                           | N/A    |
| グレート・ウェスタン・ホールディングス | 2      | N/A  | N/A  | N/A      | N/A      | N/A      | N/A      | N/A           | N/A           | N/A           | N/A           | N/A           | N/A           | N/A           | N/A           | N/A           | N/A           | N/A        | N/A        | N/A      | N/A           | N/A           | N/A             | N/A             | ファーストグループ            | ファーストグループ            | 24.5％ | N/A                                           | N/A                                           | N/A    |
| グレート・ウェスタン・ホールディングス | 2      | N/A  | N/A  | N/A      | N/A      | N/A      | N/A      | N/A           | N/A           | N/A           | N/A           | N/A           | N/A           | N/A           | N/A           | N/A           | N/A           | N/A        | N/A        | N/A      | N/A           | N/A           | N/A             | N/A             | 3i                            | 3i                            | 24.5％ | N/A                                           | N/A                                           | N/A    |
| （最終手段運行事業者） | N/A    | N/A  | N/A  | N/A      | N/A      | N/A      | 1        | 1             | 1             | N/A           | N/A           | N/A           | 1             | 1             | 1             | 1             | 1             | 1          | N/A        | N/A      | N/A           | 1             | 1               | 2               | N/A                           | N/A                           | N/A    | N/A                                           | N/A                                           | N/A    |
| 合計 | 25     | 25   | 25   | 25       | 25       | 25       | 25       | 24            | 24            | 21            | 20            | 19            | 19            | 19            | 19            | 19            | 19            | 19         | 20         | 20       | 20            | 20            | 20              | 20              | N/A                           | N/A                           | N/A    | N/A                                           | N/A                                           | N/A    |
| 合計 | N/A    | N/A  | N/A  | (1)      | (1)      | (1)      | (1)      | (1)           | (1)           | (1)           | (2)           | (3)           | (3)           | (3)           | (2)           | (2)           | (2)           | (2)        | (2)        | (2)      | (2)           | (2)           | (2)             | (2)             | N/A                           | N/A                           | N/A    | N/A                                           | N/A                                           | N/A    |
| 備考 - 各年末（2020年については8月）時点 - 括弧内はオープンアクセス事業者 - *は出資先あり - ユーロスターおよびヒースロー・エクスプレスは対象外 |        |      |      |          |          |          |          |               |               |               |               |               |               |               |               |               |               |            |            |          |               |               |                 |                 |                               |                               |        |                                               |                                               |        |

## 一覧
2020年3月現在、24の列車運行会社が営業している。

### フランチャイズ
- アヴァンティ・ウェスト・コースト（ファーストグループ70％・トレニタリア30％）
- アベリオ・スコットレール（アベリオ）
- c2c（トレニタリア）
- カレドニアン・スリーパー（セルコ（英語版））
- チルターン・レールウェイズ（アリーヴァ）
- クロスカントリー（アリーヴァ）
- イースト・ミッドランズ・レールウェイ（英語版）（アベリオ）
- ゴヴィア・テムズリンク・レールウェイ（ゴヴィア（英語版）（ゴーアヘッド・グループ（英語版）65％・ケオリス（英語版）35％））
- グレーター・アングリア（英語版）（アベリオ60％・三井物産40％）
- グレート・ウェスタン・レールウェイ（ファーストグループ）
- ロンドン・ノース・イースタン・レールウェイ（運輸省（最終手段運行事業者（英語版）））
- ノーザン・トレインズ（英語版）(運輸省（最終手段運行事業者））
- サウスイースタン（ゴヴィア）
- サウス・ウェスタン・レールウェイ（英語版）（ファーストグループ70％・香港鉄路30％）
- トランスペナイン・エクスプレス（ファーストグループ）
- トランスポート・フォー・ウェールズ・レール・サービス（英語版）（ケオリス60％・アメイ（英語版）40％）
- ウェスト・ミッドランズ・トレインズ（アベリオ70％・三井物産15％・東日本旅客鉄道15％）

### コンセッション
- アリーヴァ・レール・ロンドン（英語版）（アリーヴァ）
- TfLレール（英語版）（香港鉄路）
- マージーレール（英語版）（セルコ・アベリオ（英語版）（セルコ50％・アベリオ50％））

### オープンアクセス
- ユーロスター
- ヒースロー・エクスプレス
- ハル・トレインズ（ファーストグループ）
- グランド・セントラル（英語版）（アリーヴァ）

## レールツアー
オープンアクセス事業者の中にはナショナル・レールブランドを使用せずに団体列車や「レールツアー」と呼ばれる臨時列車を運行する事業者が存在する。これらは定期列車を運行するオープンアクセス事業者と同じく列車の運行枠を個別に買い取って営業している。車両は旧国鉄の客車が主に用いられ、牽引機には貨物列車運行会社から借り受けた機関車のほか、本線運行が可能な保存機関車が用いられることもある。